# Adam Senger

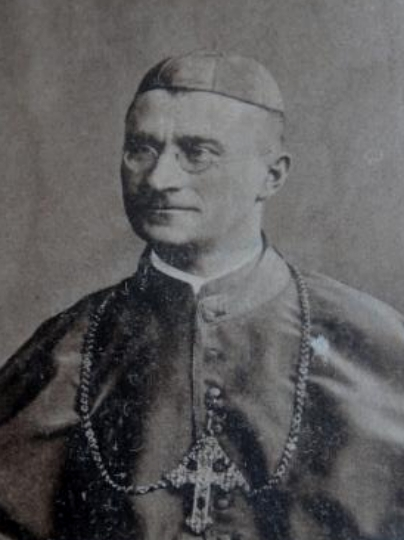
Weihbischof Dr. Adam Seger (Foto um 1920)

Adam Senger (* 20. Juni 1860 in Döringstadt; † 17. März 1935 in Bamberg) war Weihbischof im Erzbistum Bamberg.

## Leben
Nach dem Besuch des Alten Gymnasiums in Bamberg, wo er 1878 das Abitur mit Auszeichnung absolvierte, studierte er in Bamberg Theologie. Am 22. Oktober 1882 zum Priester des Erzbistums Bamberg geweiht, war er anschließend als Kaplan in Hausen, Memmelsdorf, Fürth, Lichtenfels und Kronach tätig. Von Erzbischof Joseph von Schork 1891 zum Domvikar und Domprediger an den Bamberger Dom berufen, legte er diese Stelle 1893 nieder und begab sich von 1893 bis 1895 nach Rom, wo er zum Doktor des Kirchenrechts promovierte. Während der Zeit in Rom lebte am Priesterkolleg Santa Maria dell’Anima. Ab 1895 war er in Bamberg Gymnasiallehrer am Alten Gymnasium. Auch lehrte er seit 1905 am Bamberger Neuen Gymnasium. 1902 wurde er zum Domherren des Erzbistums Bamberg berufen und 1911 von Erzbischof Friedrich Philipp von Abert zum Generalvikar der Erzdiözese ernannt. 
Papst Pius X. ernannte Senger am 2. Dezember 1912 zum Titularbischof von Comana Armeniae und Weihbischof im Erzbistum Bamberg. Die Bischofsweihe spendete ihm am 12. Januar 1913 Erzbischof Johann Jakob von Hauck.
Er war seit 1914 Ehrenmitglied der katholischen Studentenverbindung KDStV Fredericia Bamberg im CV.